# Тепловий баланс шахти
Тепловий баланс шахти (рос. тепловой баланс шахты; англ. mine thermal balance; нім. Wärmebilanz f der Grube) – розподіл теплоти, що виділяється у шахті за різними джерелами. 
Для шахт Донбасу тепловіддача від гірських порід на глибині 900 м становить 44.6%, на глибині 1100 м – 52.5%, від окиснення вугілля й дерева – відповідно 31.5 і 25.6%, від охолодження вугілля – 8.3 та 9.1%, від механічної роботи та електроенергії – 9.3 і 8.2%, від інших джерел – 6.3 та 4.9%. У рудниках тепловіддача з гірського масиву 28.5%, з інших джерел – 71.5%. Найбільше впливає на температуру повітря у шахтах теплообмін з гірськими породами, у тому числі в очисних вибоях, що розташовані на значній віддалі від стовбура, яким подається повітря, температура повітря близька до температури порід. 